# Antonin Varenne

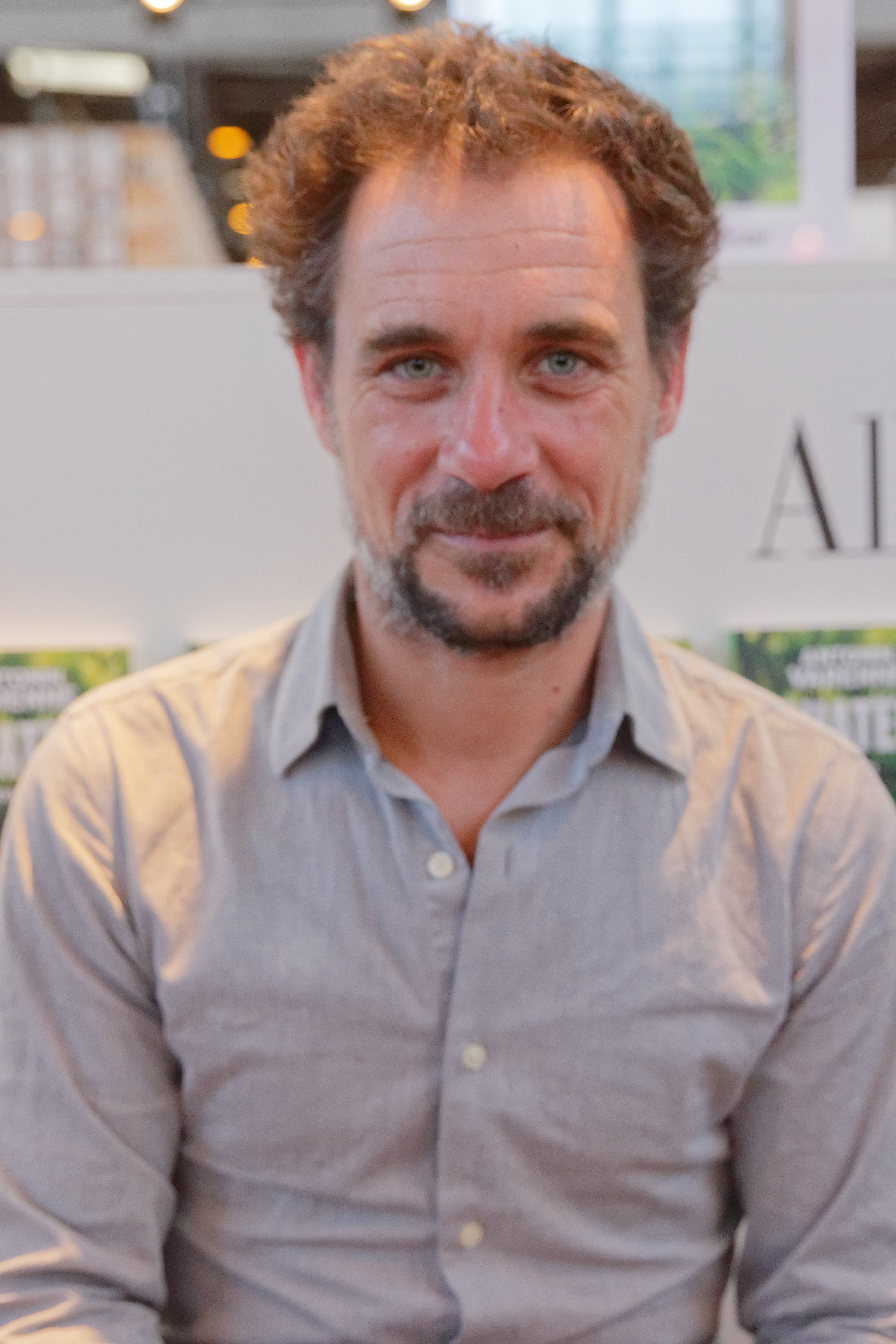
Antonin Varenne (2017)

Antonin Varenne (geboren 1973 in Paris) ist ein französischer Kriminalschriftsteller.

## Leben
Antonin Varenne studierte Philosophie in Nanterre und erhielt einen Magister mit einer Arbeit über Machiavelli. Er zog danach durch   Island, Mexiko und die USA. 2006 veröffentlichte er seinen ersten Roman. 2009 erhielt er für den Roman Fakirs den Prix Michel Lebrun und den Prix Sang d’encre.

## Werke
- Le Fruit de vos entrailles. Éditions Toute Latitude, 2006
- Le Gâteau mexicain. Éditions Toute Latitude, 2008
- Fakirs. Éditions Viviane Hamy, 2009
  - Fakire : Roman. Übersetzung Tobias Scheffel, Claudia Steinitz. Berlin : Ullstein, 2011
- Le Mur, le Kabyle et le Marin. Éditions Viviane Hamy, 2011
- Trois mille chevaux vapeur. Paris : Éditions Albin Michel, 2014
  - Die sieben Leben des Arthur Bowman : Roman. Übersetzung Anne Spielmann. München : Bertelsmann, 2015
- Brèves de noirs. Éditions Points, 2014
- Battues. Éditions Points, 2015
  - Die Treibjagd : Roman. Übersetzung Susanne Röckel. München : Penguin, 2017
- Cat 215. Éditions la Manufacture des Livres, 2016
- Équateur. Paris : Éditions Albin Michel, 2017